# Patrick Préjean

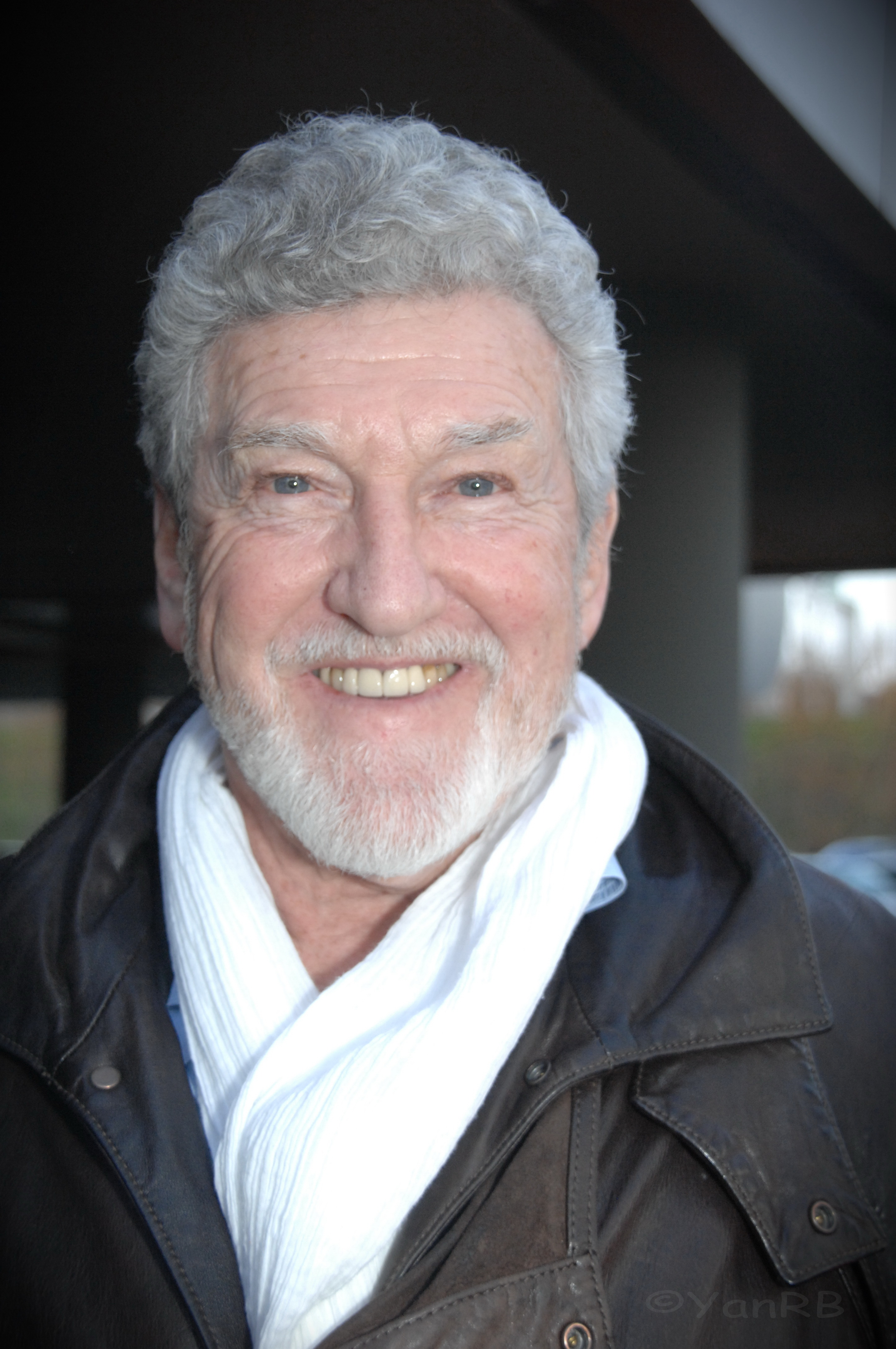
Patrick Préjean, 2016

Patrick Préjean (* 4. Juni 1944 in Saint-Maur-des-Fossés, Frankreich) ist ein französischer Schauspieler.

## Leben
Der Sohn des Schauspielers Albert Préjean arbeitet vor allem für das Theater und war unter anderem in Jean-Claude Brialys Inszenierung von Georges Feydeaus Der Floh im Ohr, in Die lustigen Weiber von Windsor, Die Streiche des Scapin sowie 2006 als Partner von Claude Jade in Jacques Rampals Célimène und der Kardinal zu sehen. Vor der Filmkamera stand er unter anderem als Detektiv neben Jean Gabin in Balduin – das Nachtgespenst von Denys de La Patellière, als Buzard in Adel schützt vor Torheit nicht (1969) von Yves Robert, als Saint-Aubin in Musketier mit Hieb und Stich von Jean-Paul Rappeneau, als Claudia Cardinales Bruder Jean in Petroleum-Miezen, in Claude Chabrols Der Halunke oder auch als Gendarmerie-Kollege von Louis de Funès in Louis und seine verrückten Politessen (1982) von Jean Girault.

## Filmografie (Auswahl)
- 1967: Ein Mann zuviel (Un homme de trop)
- 1968: Schußfahrt nach San Remo (Les Cracks)
- 1968: Balduin – das Nachtgespenst (Le Tatoué)
- 1969: Adel schützt vor Torheit nicht (Clérambard)
- 1969: Das Superhirn (Le Cerveau)
- 1970: Eselshaut (Peau d’âne)
- 1971: Musketier mit Hieb und Stich (Les Mariés de l’An II)
- 1971: Petroleum-Miezen (Les Pétroleuses)
- 1973: Die Abenteuer des Monsieur Vidocq (Les Nouvelles Aventures de Vidocq, Fernsehserie, 2 Folgen)
- 1974: Der Mann ohne Gesicht (Nuits rouges)
- 1981: Wettlauf nach Bombay (La Nouvelle malle des Indes, Fernsehvierteiler)
- 1982: Louis und seine verrückten Politessen (Le Gendarme et les Gendarmettes)
- 1990: Das Schloß meiner Mutter (Le Château de ma mère)
- 2007, 2008: St. Tropez (Fernsehserie, 3 Folgen)
- 2018: Ein Volk und sein König (Un peuple et son roi)
- 2024: Oh la la – Wer ahnt denn sowas? (Cocorico)